# Sacrifício animal

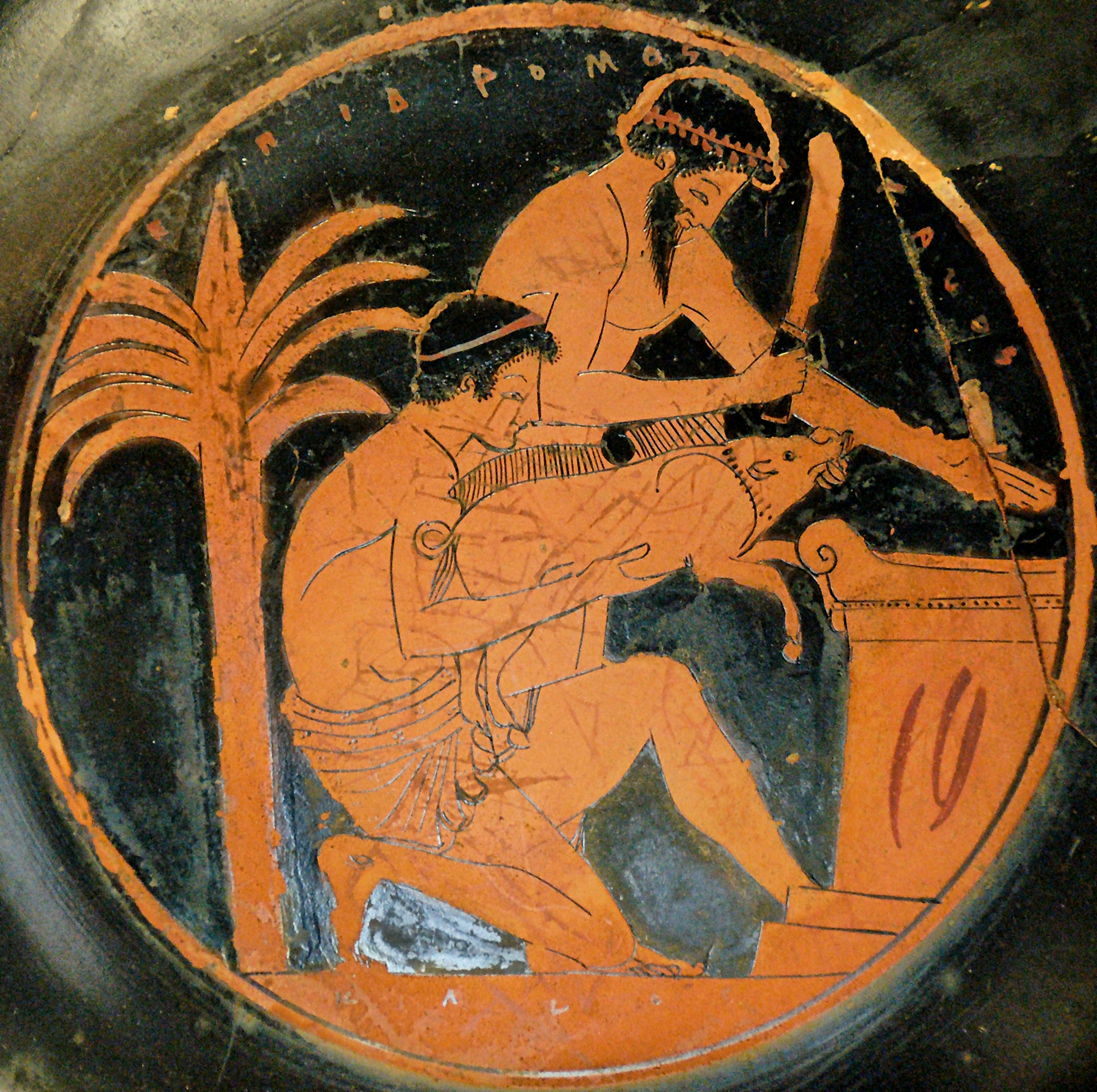
Sacrifício de um porco na Grécia antiga (arte tondo de uma taça, 510-, de Apolodoro, coleções do Louvre)

Sacrifício animal é a matança ritualizada de um animal e a distribuição de suas partes entre os seres-humanos e seres sobre-humanos imaginados, é um dos rituais religiosos mais difundidos da história humana. A prática básica, com variações locais, aparecem em uma variedade de culturas humanas ao longo da história; considerando apenas a religião antiga do Mediterrâneo, a prática de sacrifício animal existe pelo menos desde a Revolução neolítica (cerca de 8 000 a.C.).
Durante a Revolução Neolítica, os primeiros humanos começaram a migrar das culturas de caçadores-coletores para a agricultura, levando à disseminação da domesticação de animais. Em uma teoria apresentada no seu livro Homo Necans, o mitologista Walter Burkert sugere que o sacrifício ritual do gado pode ter se desenvolvido como uma continuação de antigos rituais de caça, já que o gado substituiu a caça selvagem no suprimento de alimentos.

## Pré-história
O Antigo Egito estava na vanguarda da domesticação, e algumas das primeiras evidências arqueológicas sugerindo o sacrifício de animais vêm do Egito. Os mais antigos cemitérios egípcios contendo restos de animais originaram-se da Cultura de Badari do Alto Egito, que floresceu entre 4 400 e 4 000 a.C. Ovelhas e cabras foram encontradas enterradas em seus próprios túmulos em um local, enquanto em outro local gazelas foram encontrados aos pés de vários enterros humanos. Em um cemitério descoberto na Hieracômpolis e datado de 3 000 a.C., foram encontrados restos de uma variedade ainda maior de animais, incluindo espécies não domésticas, como babuínos e hipopótamos, que podem ter sido sacrificados como homenagem a antigos cidadãos poderosos ou enterrados perto de seus antigos proprietários. Segundo Heródoto, o sacrifício dinástico egípcio de animais tornou-se restrito ao gado - ovelhas, bovinos, porcos e gansos - seguindo um conjunto de rituais e regras que descreviam cada tipo de sacrifício.
No final da Idade do Cobre em 3 000 a.C., o sacrifício de animais havia se tornado uma prática comum em muitas culturas, e parece ter se tornado restrito ao gado doméstico. Na cidade de  Gate, evidências arqueológicas indicam que os canaanitas importaram ovelhas e cabras para sacrifício, do Egito, em vez de selecionar animais de seus próprios rebanhos. No Monte d'Accoddi, na Sardenha, um dos primeiros centros sagrados conhecidos na Europa, a evidência do sacrifício de ovelhas, bovinos e porcos foi descoberta por escavações e indica que o sacrifício ritual pode ter sido comum em toda a Itália por volta de 3 000 a.C. e depois. No assentamento Festo da civilização minoica da antiga Creta, escavações revelaram bacias para sacrifícios de animais que datam do período de 2000 a 1 700 a.C.

## Antigo Oriente Próximo
Praticamente todo culto do Antigo Oriente Próximo praticava sacrifícios, o sacrifício de animais era aceitável, mas o sacrifício humano era considerado mais eficaz por razões óbvias - os humanos eram os mais valiosos, e portanto o maior dos sacrifícios.
O sacrifício de animais era geral entre as civilizações como a antiga Mesopotâmia, Egito e Pérsia, bem como entre os hebreus e ao contrário dos gregos, que tinham elaborado uma justificativa para manter as melhores partes comestíveis do sacrifício para os humanos reunidos comerem, nessas culturas o animal inteiro era normalmente colocado no fogo junto ao altar para ser queimado, ou às vezes enterrado.
O animal mais típico para o sacrifício ocasional a qualquer deus na antiga Mesopotâmia era a ovelha, mas as cabras virgens também aparecem com certa frequência. Um curioso substituto para animais vivos aparece em um ritual no qual o deus do sol Samas derrete, ao público presente, uma ovelha em miniatura feita de sebo. Em muitos casos, o sexo do animal era o mesmo que o da divindade que recebia a oferenda; isso não parece, no entanto, ter sido uma regra invariável. Os deuses podiam receber vacas, ovelhas e até cabras virgens, e deusas podiam receber bois, bodes, cordeiros ou ovelhas.

## Grécia Antiga

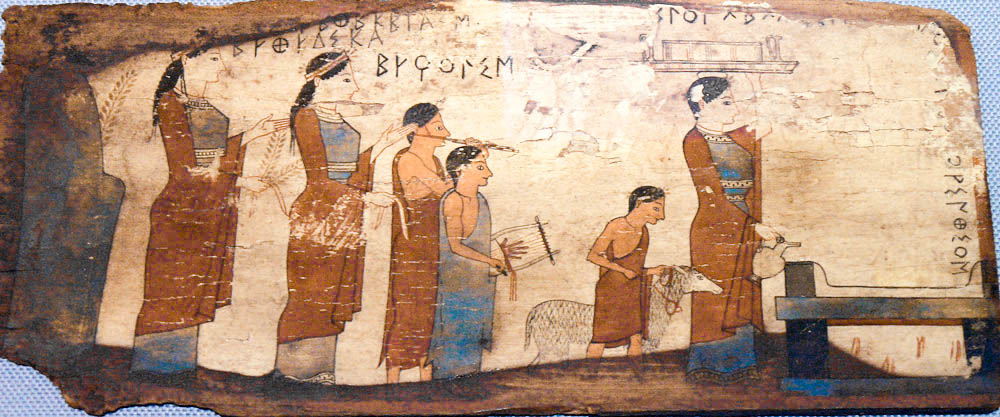
Uma ovelha é levada ao altar, afresco coríntio do século VI a.C.

A adoração na religião grega antiga tipicamente consistia em sacrificar animais domésticos no altar, com hinos e orações. O altar ficava do lado de fora de qualquer edifício do templo e talvez não era associado a nenhum templo. O animal, que deve ser um exemplar perfeito de sua espécie, é decorado com guirlandas e outros enfeites e conduzido em procissão até o altar, uma menina com uma cesta em sua cabeça contendo a faca para o sacrifício segue a frente da procissão. Depois de vários rituais, o animal é abatido sobre o altar, uma vez que o animal cai, todas as mulheres presentes "devem gritar em altos e estridentes tons". Seu sangue é coletado e derramado sobre o altar. O animal é massacrado no local e vários órgãos internos, ossos e outras partes não-comestíveis são queimadas como parte da oferta para a divindade, enquanto a carne é removida para ser preparada para os participantes comerem; os cidadãos mais importantes se alimentam da carne no local. O templo geralmente mantinha a pele, que era vendida aos curtidores. O fato dos humanos aproveitarem mais dos sacrifícios do que as divindades era frequentemente objeto de humor na comédia grega.
Os animais utilizados eram, em ordem de preferência, o touro ou o boi, a vaca, a ovelha (o mais comum), a cabra, o porco (sendo o leitão o mamífero mais barato) e aves domésticas como galinhas, perus e pombos (mas raramente outros pássaros ou peixes).Cavalos e jumentos são vistos em alguns vasos no estilo geométrico (900-750 a.C.), mas são muito raramente mencionados na literatura; estes animais foram introduções relativamente tardias à Grécia, e sugere-se que as preferências gregas nesta questão são anteriores. Os gregos gostavam de acreditar que o animal se alegrava em ser sacrificado, e interpretava vários comportamentos deles como demonstrando isso. A adivinhação examinando partes do animal sacrificado era muito menos importante do que na religião romana ou etrusca, ou religiões do Oriente Próximo, mas era praticada, especialmente o exame do fígado, e como parte do culto de Apolo. Geralmente, os gregos colocam mais fé em observar o comportamento das aves. Para uma oferta menor e mais simples, um grão de incenso poderia ser jogado no fogo sagrado e fora das cidades os fazendeiros faziam simples presentes sacrificiais de produtos vegetais quando as "primícias" eram colhidas. Embora a grande forma de sacrifício chamada de hecatombe (que significa 100 touros) possa na prática, envolver apenas cerca de uma dúzia, em grandes festivais o número de bovinos sacrificados poderia chegar a centenas, e o número de participantes dos festejos ser de milhares. As enormes estruturas helenísticas do Altar de Hieron e do Altar de Pérgamo foram construídas para tais ocasiões.
A evidência da existência de tais práticas é clara em algumas literaturas gregas antigas, especialmente nos épicos de Homero. Ao longo dos poemas, o uso do ritual é aparente em banquetes onde a carne é servida, em tempos de perigo ou antes de algum esforço importante para obter o favor dos deuses. Por exemplo, na Odisseia de Homero, Eumeu faz orações e sacrifica um porco para seu mestre Odisseu. No entanto, na Ilíada de Homero, que reflete em parte a antiga civilização grega, nem todo banquete dos príncipes começa com um sacrifício.

## Citas
De acordo com o relato único do autor grego Heródoto (ca.  484–425 a.C.), os citas sacrificavam vários tipos de gado, embora a oferta mais prestigiada fosse considerada o cavalo. O porco, por outro lado, nunca foi oferecido em sacrifício, e aparentemente os citas eram relutantes em manter porcos dentro de suas terras.

A vítima tem as patas dianteiras amarradas, o sacerdote sacrificador fica logo atrás dela, puxando a ponta do cordão ele joga a besta para baixo; e quando a vítima cai, ele invoca o deus a quem está sacrificando, e em seguida arremessa um laço em volta de seu pescoço, coloca um pequeno graveto nele e gira para estrangular o animal, sem acender fogo ou fazer qualquer oferenda inicial da vítima ou derramando alguma libação sobre ela, depois que a estrangulou e esfolou a pele, o sacerdote começa a cozinhá-la [...] Então, quando a carne está cozida, o sacrificador pega uma primeira oferenda da carne e dos órgãos vitais e lança-os na frente dele.

## Roma Antiga

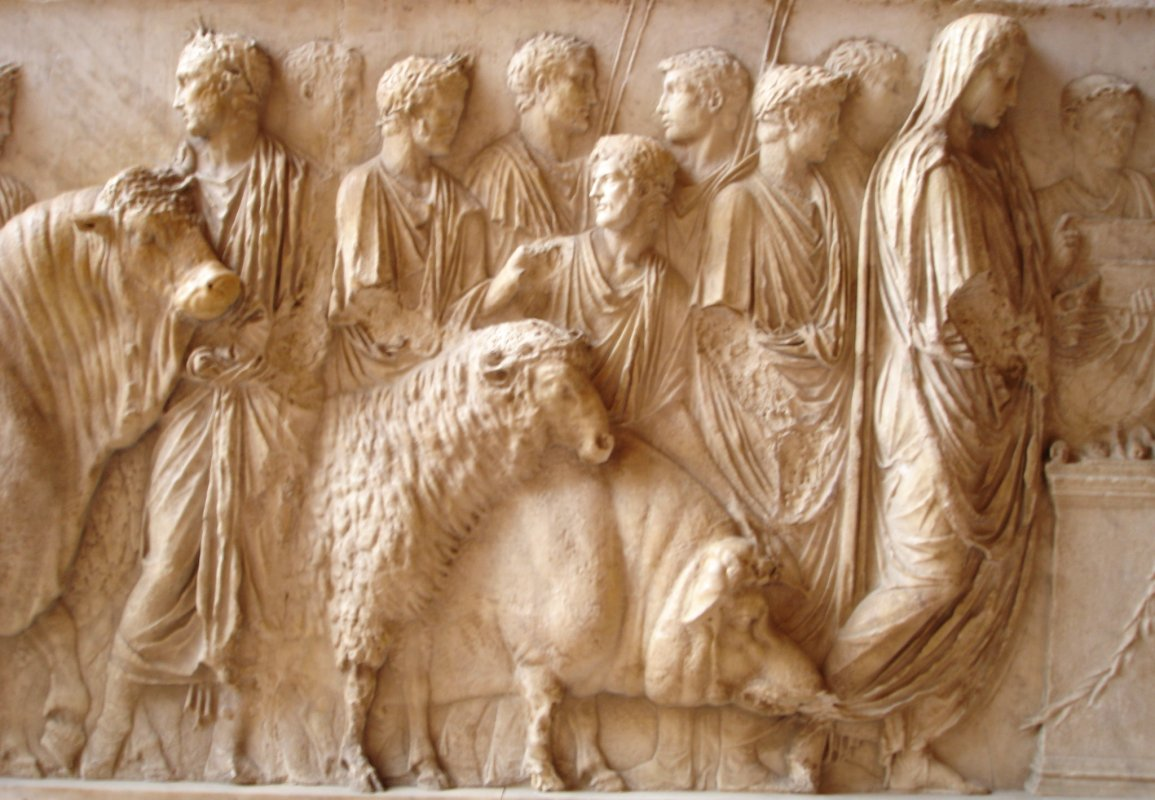
Suovetaurília (sacrifício de um porco, uma ovelha e um touro) ao deus Marte, relevo do painel de um sarcófago. Mármore, obra de arte romana, primeira metade do século I

A oferenda considerada mais potente da religião romana antiga era o sacrifício de animais, tipicamente de animais domesticados, como bovinos, ovelhas e porcos. Cada um deles devia ser o melhor exemplar de sua espécie, o animal era limpo, vestido com insígnias sacrificiais e adornado com flores; os chifres dos bois podiam ser folheados com ouro. O sacrifício era destino a obter a  harmonização do terreno e do divino, de modo que a vítima deveria parecer disposta a oferecer sua própria vida em nome da comunidade; devia permanecer calma e ser despachada de maneira rápida e limpa.
O sacrifício às divindades dos céus (di superi , "deuses acima") era realizado à luz do dia e sob o olhar do público. Divindades dos céus superiores exigiam vítimas brancas e inférteis de seu próprio sexo: para  Juno, uma novilha branca (possivelmente uma vaca branca); para  Júpiter, um boi castrado branco (bos mas) somente para o juramento anual dos  cônsules. As divindades Di superi que tinham conexões com a terra, como Marte, Jano, Netuno e vários  gênios - incluindo os do Imperador - eram oferecidas vítimas férteis. Após o sacrifício, um banquete era realizado; nos cultos de estado, as imagens das divindades honradas ocupavam o lugar de honra nos sofás de banquetes e, por meio do fogo do sacrifício as carnes eram preparadas e consumidas, incluindo as (extas, as entranhas).